# Paul Vouga
Paul Vouga est un préhistorien suisse né le 4 juin 1880 à Marin-Epagnier et décédé le 21 mai 1940 à Neuchâtel. Il est notamment connu pour ses fouilles à La Tène, pour l'établissement de la première chronologie stratigraphique du Néolithique en Suisse et pour l'utilisation de la photographie aérienne dans la prospection archéologique.

## Biographie

### Enfance et famille
Les parents de Paul Vouga, Marie-Valérie Jahn et Emile Vouga, instituteur de formation, se marient en 1868. Après un séjour en Hongrie, ils s'établissent à Marin-Epagnier en 1877. Emile Vouga est attiré par le potentiel archéologique de l'endroit. Il aurait eu connaissance de la richesse archéologique du site de La Tène. La première correction des eaux du Jura permet d'abaisser le niveau du lac de Neuchâtel, révélant ainsi quantité de mobiliers archéologiques. Paul Vouga nait à Marin-Epagnier en 1880 rejoignant une fratrie de 4 enfants. Son père est alors un membre actif de la communauté régionale d'archéologie. Il conduit à la Tène des fouilles bien documentées, mais en 1889, faute de financement et en raison du peu de résultats obtenus, ces travaux sont suspendus. La famille déménage à Neuchâtel où Paul Vouga poursuit ses études.

### Formation
Paul Vouga étudie les Lettres à l'Université de Neuchâtel. Il obtient une licence en 1902 puis un doctorat en philologie romane à l'Université de Berne. Sa thèse de doctorat est publiée en 1906 et s'intitule "Essai sur l'origine des habitants du Val-de-Travers". Une thématique alliant histoire et archéologie régionale présageant déjà de son intérêt pour cette discipline.

### Carrière
À la suite de l'obtention de son doctorat, Paul Vouga est nommé professeur de français et d'histoire à l'école supérieure de commerce de Neuchâtel. Il occupe ce poste tout au long de sa vie afin de s'assurer un revenu financier. En 1909, l'Université de Neuchâtel l'autorise à dispenser un cours libre d'archéologie préhistorique. Le succès rencontré par ces cours conduit l'Université à créer une chaire extraordinaire d'archéologie pré- et protohistorique en 1919. Il enseignera à l'Université jusqu'à son décès en 1940.
En 1908, Paul Vouga commence sa carrière en archéologie, au sein de la "Commission des fouilles de La Tène". La commission se forme en 1906, à l'initiative de la société cantonale d'histoire et d'archéologie (SHAN), alors que la Confédération suisse ainsi que la ville de Neuchâtel apportent leur soutien financier. De nombreuses personnalités régionales du domaine se réunissent afin de reprendre les fouilles interrompues du temps d'Emile Vouga. Paul Vouga est nommé secrétaire de la commission. Il n'occupe ce poste que très brièvement car, en 1909, William Wavre alors directeur des fouilles décède. Paul Vouga lui succède et aura notamment la tâche de publier les résultats des fouilles, qui se poursuivent jusqu'en 1917. Cette même Commission supervise par la suite d'autres chantiers sur le littoral et dans l'arrière-pays neuchâtelois sous le nom de "Commission des fouilles de La Tène et d’archéologie préhistorique".
Paul Vouga est également dès 1909 conservateur des collections archéologiques du Musée de Neuchâtel et responsable des fouilles cantonales. Il est, entre 1934 et 1937, président de la Société suisse de préhistoire. Il collabore à la rédaction de revues scientifiques et est membre de plusieurs sociétés à l'international.

### Vie de famille et décès
Paul Vouga épouse Marie Billeter en 1906 ; ils auront quatre enfants. La vie familiale s'organise autour des divers emplois de Paul Vouga. La famille se rend régulièrement sur les chantiers de fouilles. Son deuxième fils Daniel soutient une thèse en archéologie, qui constitue la première carte archéologique du canton de Neuchâtel. L'ainé Jean-Pierre suit une formation artistique, et deviendra architecte cantonal vaudois. Il est notamment l'auteur en 1931 d'un buste sculpté à l'effigie de son père.
Paul Vouga décède en 1940 à l'âge de 59 ans. Physiquement diminué, sujet à un état dépressif cumulé à une grande angoisse liée à l'avancée du nazisme en Europe, il met fin à ses jours. Malgré sa notoriété, sa mort n'est que très peu relayée et sa carrière oubliée. Cette absence d'hommage posthume peut s'expliquer par le climat de tension alors ambiant, les conditions peu honorables de sa mort ainsi qu'un certain désamour de l'archéologie au sein de la population neuchâteloise.

## Travail scientifique
Paul Vouga contribue grandement au développement de l'archéologie dans le canton de Neuchâtel de par ses enseignements et ses recherches scientifiques. Durant ses cours à l'Université de Neuchâtel, il dispense une formation globale abordant une grande variété de sujets. Cet intérêt pour la discipline comme un vaste ensemble de sujets s'observe également dans l'éclectisme de ses publications. Les notices rédigées pour l'Annuaire de la Société suisse de préhistoire ainsi que la revue Musée neuchâtelois, le prouvent particulièrement.
Il dirige les fouilles de La Tène de 1909 à 1917, date à laquelle les recherches sur le terrain s'arrêtent. Six années d'études permettront de publier en 1923 la monographie complète du site. Malgré certaines thèses aujourd'hui remises en cause, ce document reste une source essentielle pour les scientifiques traitant du site éponyme de la culture de La Tène.
Paul Vouga travaille à la documentation de nombreux tumulus dans la région neuchâteloise. Dès 1910, il pose les bases d'un inventaire de l'ensemble des sites tumulaires du canton. Il s'intéresse à l'étude anthropologiques des squelettes faisant de lui un des pionniers de cette discipline. Il n'accorde cependant que peu d'importance aux mobiliers trouvés dans les tombes..
Dès 1919, la "Commission des fouilles de La Tène" effectue des fouilles dans la baie d’Auvernier. Paul Vouga établit en premier lieu une classification du matériel archéologique découvert à Auvernier. À la suite de cela il propose une classification du "Néolithique lacustre suisse" inédite et basée sur une approche stratigraphique. Il questionne les hypothèses existantes, qui se fondaient essentiellement sur le classement typologique des collections muséographiques. Il rompt ainsi avec la grande tradition académique. Cette approche lui permet de distinguer principalement quatre phases culturelles qu’il réunit en deux grands cycles de civilisations. Cette chronologie est rapidement reconnue au sein de la communauté scientifique ; reformulées par Emil Vogt (de), elles s'inscrivent ainsi dans une refonte intellectuelle de la discipline.
En 1933, sur le site de Hauterive-Champréveyres, il effectua des sondages à l'aide d'une drague mécanique. Il releva ainsi l'existence d'un établissement néolithique du Horgen, au nord de celui du Bronze final.
La photographie aérienne fait également partie des techniques pionnières utilisées par Paul Vouga. Les photographies réalisées de son initiative sont de grande valeur, car elles révèlent des détails, notamment dans le lac de Neuchâtel, aujourd'hui invisibles. Cette méthode est par la suite largement adoptée par les archéologues.

## Postérité
En 1940 son décès passe quelque peu inaperçu. Aucun hommage ne lui est rendu et les nécrologies se font rares. Il faut attendre quelque quarante années pour qu'un premier article soit rédigé à son sujet : en 1980, l'archéologue cantonal d'alors, Michel Egloff, publie un article relatant son travail. Puis en 1990 un article de la revue Musée neuchâtelois lui est consacré. Au début des années 2000, le nouveau musée cantonal d'archéologie à Hauterive, Le Laténium, où sont désormais conservées l'ensemble des trouvailles réalisées sur ses fouilles, est construit sur un terrain baptisé "Espace Paul Vouga". Le buste sculpté par son fils Jean-Pierre est placé en 2005 dans un square à proximité. Dans la commune de La Tène une rue porte son nom. En 2006, le 35e volume de la série Archéologie Neuchâteloise "De la mémoire à l'histoire : l’œuvre de Paul Vouga (1880-1940). Des fouilles de la Tène au "Néolithique lacustre"" lui est entièrement consacré.

## Publications (sélection)
- VOUGA Paul, Essai sur l'origine des habitants du Val-de-Travers, Halle : Imprimerie Erhadt karts, 1906 (Thèse de doctorat, Faculté des Lettres, Université de Berne, 1905).
- VOUGA Paul, "La Tène", in : Dictionnaire géographique de la Suisse, vol.5, Neuchâtel,1908, p.639.
- VOUGA Paul et WAVRE William, "La Tène. Fouilles de 1907", in : Musée neuchâtelois, no 45, 1908, p. 59-69 + 2 planches.
- VOUGA Paul, MICHEL Alfred, BAUR-BOREL Frédéric, Musée historique de la ville de Neuchâtel : Notice et guide sommaire, Neuchâtel : G. Attinger, 1913, 38 pages + 10 planches.
- VOUGA Paul et TSCHUMI Otto, Introduction à la préhistoire de la Suisse, Berne : K.J. Wyss, 1919, 40 pages (Publication de la Société suisse de préhistoire).
- VOUGA Paul, La Tène. Monographie de la station publiée au nom de la Commission des fouilles de La Tène, Leipzig : K.W. Hierseman, 1923, 169 pages + 51 planches.
- VOUGA Paul, "Fouille d'un groupe de tumulus dans la forêt de Bussy, près de Valangin (Neuchâtel)", in : Archives suisses d'anthropologie générale, no 4, p. 89-98.
- VOUGA Paul, "Classification du néolithique lacustre suisse", in : Anzeiger für schweizerische Altertumskunde, no 31, 1929, p. 81-91 et p. 161-180.